# أما-آرخوش
أما-أرخوش كانت إلهة بلاد ما بين النهرين مرتبطة بالرحمة والشفاء أو لقب للإلهة يشير إليها بأنها عطوفة.

## الاسم والشخصية
يمكن ترجمة كلمة Ama-arḫuš من السومرية إلى "الأم الحنونة". كما تم توثيق البديل Nin-ama-arḫuššu، "الأم الرحيمة". إن الإضافة المتقطعة لعلامة نين إلى أسماء الآلهة الموجودة مسبقًا كبادئة هي ظاهرة موثقة جيدًا في المصادر الرافدينية، مع أمثلة أخرى بما في ذلك نين-آيا، ونين-أرورو، ونين-أزيموا. هناك عبارة أكادية مشابهة لـ Ama-arḫuš معروفة أيضًا، ummu rēmi أو rēmēnītu. تشير دينا كاتز إلى أن مصطلح arḫuš كان له معنى واسع، يشير إلى المشاعر مثل الشفقة والتعاطف والرحمة، ولكن في نفس الوقت يظهر بشكل أساسي في النصوص التي تتضمن الآلهة. بالإضافة إلى معناها الحرفي، كان اسم Ama-arḫuš يهدف أيضًا إلى تسليط الضوء على الارتباط بالشفاء والتوليد، نظرًا لأن arḫuš كان له أيضًا معنى " الرحم "، تزعم إيرين سيبينج-بلانثولت أنه يمكن تفسيره على أنه مؤشر على "معرفة جسد الأنثى". يزعم كاتز أن العلامات المستخدمة لترجمتها من الناحية اللغوية، GA 2 ✕SAL، "المنزل" و"الفرج" على التوالي، قد تشير إلى أن معنى "الرحم" (أو ربما " المشيمة ") كان أساسيًا، وأن استخدامه للإشارة إلى عاطفة كان تطورًا ثانويًا.

## كصفة
تم إثبات أن Ama-arḫuš هو لقب لنينيسينا في ترنيمة Ninisina D من الألفية الثانية قبل الميلاد، واستمر استخدامه لوصفها في الألفية الأولى قبل الميلاد. بالإضافة إليها، يمكن مخاطبة باو وفي الألفية الأولى قبل الميلاد جولا ونينكاراك أيضًا، بنفس اللقب. في ما يسمى بقائمة النجوم العظيمة، وهي مجموعة فلكية معروفة من عدد من شظايا العصر الآشوري الحديث والعصر البابلي الحديث، تعد أما-أرخوش واحدة من "الجولات السبع" إلى جانب باو، ونينشودا، ودوكورغال، وغونورا، ونيناساج، ونين-أوما-سيجا، وهي مخاطبة باسم "جولا معبد إي-إشبار". في قائمة الآلهة أن = أنوم، يوصف الإله الثانوي إينانون الذي لم يتم توثيقه بشكل جيد بأنه أما-أرخوش جولا. كانت كلمة arḫuš نفسها تُستخدم كلقب أو مكون من ألقاب العديد من الآلهة الأخرى، سواء الذكور أو الإناث، على سبيل المثال Azimua أو Ninmah أو Nanna، في حين تم وصف شياطين galla بأنها تفتقر إليها.

## يعبد
كانت أما-أرخوش تُعبد في أوروك، حيث تم توثيقها في نصوص من العصر السلوقي باعتبارها واحدة من الآلهة التي تم تقديمها حديثًا، إلى جانب أماساغنودي وشاراخيتو وغيرهما. وقد تم إثباتها في الأسماء اللاهوتية Arad-Ama-arḫuš (مذكر) وAmat-Ama-arḫuš (مذكر)، والتي تظهر في النصوص من الفترة ما بين 211 و149 قبل الميلاد؛ أربعة من الأفراد الستة المعروفين الذين يحملون كل منهما ينتمون إلى عائلات أرستقراطية محافظة محلية. الاسم لا يظهر بطريقة أخرى في علم الأسماء في بلاد ما بين النهرين. تقترح جوليا كرول أنه نظرًا لغياب جولا عن الأسماء الثيوفورية المتأخرة من هذه المدينة، على الرغم من عبادتها بنشاط فيها، فمن المحتمل أن يكون أما-أرخوش قد تم النظر إليه على أنه مظهرها أو مرادفها، حيث لم يتم إثباتها بطريقة أخرى في أوروك. يعتبر التعرف على جولا أيضًا احتمالًا من قبل إيرين سيبينج بلانثولت.

### فهرس
- Asher-Greve، Julia M.؛ Westenholz، Joan G. (2013). Goddesses in Context: On Divine Powers, Roles, Relationships and Gender in Mesopotamian Textual and Visual Sources (PDF). ISBN:978-3-7278-1738-0. مؤرشف من الأصل (PDF) في 2024-10-08.
- Cavigneaux, Antoine; Krebernik, Manfred (1998), "Nin-amaʾarḫuššu",  (بالألمانية) {{استشهاد}}: الوسيط |title= غير موجود أو فارغ (help) and الوسيط |تاريخ الوصول بحاجة لـ |مسار= (help)
- Katz، Dina (2022). "Compassion, Pity and Empathy in Sumerian Sources". في Sonik، Karen؛ Steinert، Ulrike (المحررون). The Routledge Handbook of Emotions in the Ancient Near East. Routledge. ISBN:978-0-367-82287-3.
- Koch، Ulla Susanne (1995). Mesopotamian Astrology: An Introduction to Babylonian & Assyrian Celestial Divination. Museum Tusculanum Press. ISBN:87-7289-287-0. مؤرشف من الأصل في 2024-06-03.
- Krul، Julia (2018). "Some Observations on Late Urukean Theophoric Names". Grenzüberschreitungen Studien zur Kulturgeschichte des Alten Orients: Festschrift für Hans Neumann zum 65. Geburtstag am 9. Mai 2018. Münster: Zaphon. ISBN:3-96327-010-1. OCLC:1038056453.
- Sibbing-Plantholt، Irene (2022). The Image of Mesopotamian Divine Healers. Healing Goddesses and the Legitimization of Professional Asûs in the Mesopotamian Medical Marketplace. Boston: Brill. ISBN:978-90-04-51241-2. OCLC:1312171937.

## روابط خارجية
- ترنيمة لنينيسينا (نينيسينا د) في مجموعة النصوص الإلكترونية للأدب السومري